# كاليرفو بالسا
كاليرفو بالسا (بالفنلندية: Kalervo Palsa)‏ (و. 1947 – 1987 م) هو فنان، ورسام، ومصمم جرافيك، ونحات، وفنان قصص مصورة، ورسام كارتون فنلندي، توفي عن عمر يناهز 40 عاماً، بسبب ذات الرئة.